# Spelyngochthonius grafittii
Espèce
Spelyngochthonius grafittii est une espèce de pseudoscorpions de la famille des Chthoniidae.

## Distribution
Cette espèce est endémique de Sardaigne en Italie,. Elle se rencontre dans la grotte Grotta di Molafà à Sassari.

## Étymologie
Cette espèce est nommée en l'honneur de Giuseppe Grafitti.

## Publication originale
- Gardini, 1994 : The genera Paraliochthonius Beier, 1956 and Spelyngochthonius Beier, 1955 in Italy (Pseudoscorpionida, Chthoniidae). Fragmenta Entomologica, vol. 26, no 1, p. 1-10.